# A Secret History... The Best of the Divine Comedy
 (avril 2018).
Si vous disposez d'ouvrages ou d'articles de référence ou si vous connaissez des sites web de qualité traitant du thème abordé ici, merci de compléter l'article en donnant les références utiles à sa vérifiabilité et en les liant à la section « Notes et références ».
Albums de The Divine Comedy
Fin de siècle
(1998) Regeneration
(2001)
Singles
1. The Pop Singer's Fear of the Pollen Count
Sortie : 9 août 1999
2. Gin Soaked Boy
Sortie : 1er novembre 1999

A Secret History... The Best of est un album compilation du groupe de pop orchestrale britannique The Divine Comedy, mené par l'auteur-compositeur-interprète nord-irlandais Neil Hannon, sorti en août 1999 sur le label Setanta.

## Présentation
Cette compilation se compose de singles et titres les plus connus du groupe, issus de leurs cinq précédents — et premiers — albums (de Liberation à Fin de siècle). Parmi ces morceaux, The Pop Singer's Fear of the Pollen Count est spécialement réenregistré pour celle-ci.
Elle contient également deux nouvelles chansons inédites, Gin Soaked Boy et Too Young to Die, et un hommage au dramaturge britannique Noël Coward, dans le morceau I've Been to a Marvellous Party (en).
Cette dernière fait, initialement, partie d'une autre compilation, Twentieth-Century Blues: The Songs of Noël Coward (en), produite par Neil Tennant (Pet Shop Boys), en 1999, où il invite des artistes renommés de l'époque à réinterpréter les chansons de Coward pour la fin du XXe siècle.
The Pop Singer's Fear of the Pollen Count et Gin Soaked Boy sont publiés en singles, respectivement en août et novembre 1999.
Une édition japonaise ajoute un titre bonus Don't Look Down, reprise de l'album-concept Promenade.
A Secret History... est la dernière production à être publiée par le groupe sur le label Setanta Records

### Édition limitée
Une édition à diffusion limitée paraît également à la même date. La compilation originale est insérée dans un livre, cartonné et relié de 40 pages, et accompagnée d'un disque supplémentaire.
Le livre présente des photographies de Kevin Westenburg, extraites de prises faites pour les albums précédents, entrecoupées des photos souvenirs des personnes ayant travaillé en étroite collaboration avec le groupe. Graham Linehan et Sean Hughes (en) étant parmi les contributeurs.
Le disque additionnel, intitulé Rarities, présente un album entier de 18 enregistrements rares, en live et en démo, incluant des reprises de titres de David Bowie (Life on Mars?), Talk Talk (Life's What You Make It (en)) et Kraftwerk (The Model).
Dear Lord and Father of Mankind est, initialement, une chanson traditionnelle et Moon River (le dernier morceau non-listé sur la pochette) est écrite par Johnny Mercer et composée par Henry Mancini, et originellement interprétée par Audrey Hepburn dans le film de Blake Edwards, Diamants sur canapé (1961).
L'inclusion de la démo Bleak Landscape, un morceau du premier EP du groupe, Fanfare for the Comic Muse, est particulièrement intéressante dans le fait que ce mini-album était auparavant ignoré dans le catalogue de Neil Hannon.
Painting the Forth Bridge est une ancienne version de Middle Class Heroes (de l'album Casanova, 1996), avec des paroles complètement différentes.

## Liste des titres
Toutes les chansons sont écrites et composées par Neil Hannon, sauf annotations.
| 1.    | National Express                                     | Fin de siècle (1998)                                               | 5:06 |
| 2.    | Something for the Weekend                            | Casanova (1996)                                                    | 4:20 |
| 3.    | Everybody Knows (Except You)                         | A Short Album About Love (1997)                                    | 3:48 |
| 4.    | Generation Sex                                       | Fin de siècle (1998)                                               | 3:30 |
| 5.    | Becoming More Like Alfie                             | Casanova (1996)                                                    | 3:00 |
| 6.    | The Summerhouse                                      | Promenade (1994)                                                   | 4:14 |
| 7.    | Your Daddy's Car                                     | Liberation (1993)                                                  | 4:04 |
| 8.    | The Pop Singer's Fear of the Pollen Count            | initialement pour Liberation (réenregistré pour cette compilation) | 3:55 |
| 9.    | The Frog Princess                                    | Casanova (1996)                                                    | 5:14 |
| 10.   | Gin Soaked Boy                                       | Titre inédit                                                       | 5:04 |
| 11.   | Lucy                                                 | Liberation (1993)                                                  | 4:39 |
| 12.   | Songs of Love                                        | Casanova (1996)                                                    | 3:24 |
| 13.   | In Pursuit of Happiness                              | A Short Album About Love (1997)                                    | 3:30 |
| 14.   | I've Been to a Marvellous Party (Noël Coward)        | Twentieth-Century Blues: The Songs of Noël Coward (1999)           | 3:42 |
| 15.   | The Certainty of Chance (Neil Hannon et Joby Talbot) | Fin de siècle (1998)                                               | 6:12 |
| 16.   | Too Young to Die                                     | Titre inédit                                                       | 4:20 |
| 17.   | Tonight We Fly                                       | Promenade (1994)                                                   | 2:57 |
| 70:59 |                                                      |                                                                    |      |

| Titre bonus - Édition japonaise (V2 Music, Setanta Records, 25 août 1999) | Titre bonus - Édition japonaise (V2 Music, Setanta Records, 25 août 1999) | Titre bonus - Édition japonaise (V2 Music, Setanta Records, 25 août 1999) | Titre bonus - Édition japonaise (V2 Music, Setanta Records, 25 août 1999) | Titre bonus - Édition japonaise (V2 Music, Setanta Records, 25 août 1999) | Titre bonus - Édition japonaise (V2 Music, Setanta Records, 25 août 1999) | Titre bonus - Édition japonaise (V2 Music, Setanta Records, 25 août 1999) | Titre bonus - Édition japonaise (V2 Music, Setanta Records, 25 août 1999) | Titre bonus - Édition japonaise (V2 Music, Setanta Records, 25 août 1999) | Titre bonus - Édition japonaise (V2 Music, Setanta Records, 25 août 1999) |
| No                                                                        | Titre                                                                     | Album original                                                            | Durée                                                                     |                                                                           |                                                                           |                                                                           |                                                                           |                                                                           |                                                                           |
| ------------------------------------------------------------------------- | ------------------------------------------------------------------------- | ------------------------------------------------------------------------- | ------------------------------------------------------------------------- | ------------------------------------------------------------------------- | ------------------------------------------------------------------------- | ------------------------------------------------------------------------- | ------------------------------------------------------------------------- | ------------------------------------------------------------------------- | ------------------------------------------------------------------------- |
| 18.                                                                       | Don't Look Down                                                           | Promenade (1994)                                                          | 4:47                                                                      |                                                                           |                                                                           |                                                                           |                                                                           |                                                                           |                                                                           |
| 75:47                                                                     |                                                                           |                                                                           |                                                                           |                                                                           |                                                                           |                                                                           |                                                                           |                                                                           |                                                                           |

| Disque bonus Rarities - Édition limitée 2 × CD (Royaume-Uni, Setanta Records, 30 août 1999) | Disque bonus Rarities - Édition limitée 2 × CD (Royaume-Uni, Setanta Records, 30 août 1999)  | Disque bonus Rarities - Édition limitée 2 × CD (Royaume-Uni, Setanta Records, 30 août 1999) | Disque bonus Rarities - Édition limitée 2 × CD (Royaume-Uni, Setanta Records, 30 août 1999) | Disque bonus Rarities - Édition limitée 2 × CD (Royaume-Uni, Setanta Records, 30 août 1999) | Disque bonus Rarities - Édition limitée 2 × CD (Royaume-Uni, Setanta Records, 30 août 1999) | Disque bonus Rarities - Édition limitée 2 × CD (Royaume-Uni, Setanta Records, 30 août 1999) | Disque bonus Rarities - Édition limitée 2 × CD (Royaume-Uni, Setanta Records, 30 août 1999) | Disque bonus Rarities - Édition limitée 2 × CD (Royaume-Uni, Setanta Records, 30 août 1999) | Disque bonus Rarities - Édition limitée 2 × CD (Royaume-Uni, Setanta Records, 30 août 1999) |
| No                                                                                          | Titre                                                                                        | Origine                                                                                     | Durée                                                                                       |                                                                                             |                                                                                             |                                                                                             |                                                                                             |                                                                                             |                                                                                             |
| ------------------------------------------------------------------------------------------- | -------------------------------------------------------------------------------------------- | ------------------------------------------------------------------------------------------- | ------------------------------------------------------------------------------------------- | ------------------------------------------------------------------------------------------- | ------------------------------------------------------------------------------------------- | ------------------------------------------------------------------------------------------- | ------------------------------------------------------------------------------------------- | ------------------------------------------------------------------------------------------- | ------------------------------------------------------------------------------------------- |
| 1.                                                                                          | Bernice Bobs Her Hair                                                                        | Live au Her Majesty's Theatre, Londres (1994)                                               | 3:36                                                                                        |                                                                                             |                                                                                             |                                                                                             |                                                                                             |                                                                                             |                                                                                             |
| 2.                                                                                          | Bleak Landscape                                                                              | Home Demo, Londres (1993)                                                                   | 3:45                                                                                        |                                                                                             |                                                                                             |                                                                                             |                                                                                             |                                                                                             |                                                                                             |
| 3.                                                                                          | The Booklovers                                                                               | Live au Théâtre de la Ville, Paris (1994)                                                   | 4:13                                                                                        |                                                                                             |                                                                                             |                                                                                             |                                                                                             |                                                                                             |                                                                                             |
| 4.                                                                                          | The Certainty of Chance                                                                      | Home Demo, Londres, (1997)                                                                  | 3:28                                                                                        |                                                                                             |                                                                                             |                                                                                             |                                                                                             |                                                                                             |                                                                                             |
| 5.                                                                                          | Commuter Love                                                                                | Live au Shepherd's Bush Empire, Londres (1998)                                              | 5:02                                                                                        |                                                                                             |                                                                                             |                                                                                             |                                                                                             |                                                                                             |                                                                                             |
| 6.                                                                                          | Dear Lord and Father of Mankind (Traditionnel)                                               | Live TV, Belfast (1998)                                                                     | 3:52                                                                                        |                                                                                             |                                                                                             |                                                                                             |                                                                                             |                                                                                             |                                                                                             |
| 7.                                                                                          | A Drinking Song                                                                              | Live à The Olympia, Dublin (1994)                                                           | 3:39                                                                                        |                                                                                             |                                                                                             |                                                                                             |                                                                                             |                                                                                             |                                                                                             |
| 8.                                                                                          | The Frog Princess                                                                            | Live au Shepherd's Bush Empire, Londres (1996)                                              | 6:29                                                                                        |                                                                                             |                                                                                             |                                                                                             |                                                                                             |                                                                                             |                                                                                             |
| 9.                                                                                          | Generation Sex                                                                               | Home Demo, Londres, (1997)                                                                  | 3:43                                                                                        |                                                                                             |                                                                                             |                                                                                             |                                                                                             |                                                                                             |                                                                                             |
| 10.                                                                                         | Life on Mars? (avec Yann Tiersen) (Reprise de et écrit par David Bowie)                      | Live au Théâtre national de Bretagne, Rennes (1998)                                         | 3:12                                                                                        |                                                                                             |                                                                                             |                                                                                             |                                                                                             |                                                                                             |                                                                                             |
| 11.                                                                                         | Life's What You Make It (Tim Friese-Greene, Mark Hollis) (Reprise de Talk Talk)              | Acoustic Session, Elephant Studios, Londres (1993)                                          | 2:53                                                                                        |                                                                                             |                                                                                             |                                                                                             |                                                                                             |                                                                                             |                                                                                             |
| 12.                                                                                         | The Model (Ralf Hütter, Karl Bartos, Emil Schult) (Reprise de Das Model du groupe Kraftwerk) | Live à Düsseldorf (1994)                                                                    | 3:56                                                                                        |                                                                                             |                                                                                             |                                                                                             |                                                                                             |                                                                                             |                                                                                             |
| 13.                                                                                         | National Express                                                                             | Live Somewhere in a Large Field (1999)                                                      | 4:32                                                                                        |                                                                                             |                                                                                             |                                                                                             |                                                                                             |                                                                                             |                                                                                             |
| 14.                                                                                         | Painting the Forth Bridge                                                                    | Home Demo, Fivemiletown (en) (1993)                                                         | 4:05                                                                                        |                                                                                             |                                                                                             |                                                                                             |                                                                                             |                                                                                             |                                                                                             |
| 15.                                                                                         | Queen of the South                                                                           | Acoustic Session, Elephant Studios, Londres (1993)                                          | 4:03                                                                                        |                                                                                             |                                                                                             |                                                                                             |                                                                                             |                                                                                             |                                                                                             |
| 16.                                                                                         | The Summerhouse                                                                              | Live au Théâtre de la Ville, Paris (1994)                                                   | 4:38                                                                                        |                                                                                             |                                                                                             |                                                                                             |                                                                                             |                                                                                             |                                                                                             |
| 17.                                                                                         | Soul Destroyer                                                                               | Studio Demo, Bonbridge (1989)                                                               | 1:59                                                                                        |                                                                                             |                                                                                             |                                                                                             |                                                                                             |                                                                                             |                                                                                             |
| 18.                                                                                         | Your Daddy's Car                                                                             | Home Demo, Fivemiletown (1991/1992)                                                         | 4:04                                                                                        |                                                                                             |                                                                                             |                                                                                             |                                                                                             |                                                                                             |                                                                                             |
| 19.                                                                                         | Moon River (Titre non-listé) (écrite par Johnny Mercer et composée par Henry Mancini)        | Home Demo, Fivemiletown, 1991                                                               | 1:24                                                                                        |                                                                                             |                                                                                             |                                                                                             |                                                                                             |                                                                                             |                                                                                             |
| 72:32                                                                                       |                                                                                              |                                                                                             |                                                                                             |                                                                                             |                                                                                             |                                                                                             |                                                                                             |                                                                                             |                                                                                             |